# Los Ranchos, Chenalhó
Los Ranchos är en ort i Mexiko.   Den ligger i kommunen Chenalhó och delstaten Chiapas, i den sydöstra delen av landet, 700 km öster om huvudstaden Mexico City. Los Ranchos ligger 1 783 meter över havet och antalet invånare är 156.
Terrängen runt Los Ranchos är kuperad österut, men västerut är den bergig. Terrängen runt Los Ranchos sluttar norrut. Runt Los Ranchos är det ganska tätbefolkat, med 134 invånare per kvadratkilometer. Närmaste större samhälle är Pantelhó, 17,7 km nordost om Los Ranchos. Omgivningarna runt Los Ranchos är en mosaik av jordbruksmark och naturlig växtlighet.